# Surattha strioliger
Surattha strioliger is een vlinder uit de familie van de grasmotten (Crambidae). De wetenschappelijke naam van deze soort is voor het eerst voorgesteld door Lionel Walter Rothschild in een publicatie uit 1913.
De soort komt voor in Algerije, Iran, Saudi-Arabië en de Verenigde Arabische Emiraten.